# Klest
Klest (německy Reissig či Reißig) je malá vesnice, část města Cheb ve stejnojmenném okrese v Karlovarském kraji. Nachází se asi čtyři kilometry severozápadně od Chebu. Klest je také název katastrálního území o rozloze 1,57 km².

## Historie
První písemná zmínka o vesnici pochází z roku 1305.

## Obyvatelstvo
Při sčítání lidu v roce 1921 zde žilo 72 obyvatel, z nichž bylo 70 Němců a dva cizozemci. Všichni obyvatelé se hlásili k římskokatolické církvi.
| Rok            | 1869 | 1880 | 1890 | 1900 | 1910 | 1921 | 1930 | 1950 | 1961 | 1970 | 1980 | 1991 | 2001 | 2011 | 2021 |
| -------------- | ---- | ---- | ---- | ---- | ---- | ---- | ---- | ---- | ---- | ---- | ---- | ---- | ---- | ---- | ---- |
| Počet obyvatel | 115  | 124  | 99   | 92   | 105  | 72   | 94   | 36   | 46   | 42   | 51   | 60   | 62   | 51   | 41   |
| Počet domů     | 14   | 15   | 15   | 13   | 12   | 12   | 12   | 9    | .    | 6    | 11   | 15   | 15   | 16   | 18   |

## Obecní správa
Při sčítání lidu v letech 1850–1909 Klest byl osadou obce Slatina v okrese Cheb.
V letech 1910–1959 byl osadou obce Skalka v okrese Cheb. Od roku 1960 je částí města Cheb ve stejnojmenném okrese.